# Иршавский абразивный завод
Иршавский абразивный завод — промышленное предприятие в городе Иршава Иршавского района Закарпатской области Украины.

## История
В 1960 - 1961 гг. на Иршавском окружном промкомбинате началось освоение производства абразивных кругов на бакелитовой связке методом горячей формовки по технологии, разработанной Львовским лесотехническим институтом.
Иршавский завод абразивных материалов главного управления по производству абразивного и алмазного инструмента министерства станкостроительной и инструментальной промышленности СССР был создан в посёлке городского типа Иршава в 1965 году в результате технического переоснащения промкомбината.
По состоянию на 1969 год, основной продукцией завода являлись шлифовальная наждачная бумага и пластмассовые учебно-канцелярские принадлежности. Позднее предприятие получило новое наименование - Иршавский абразивный завод.
В 1975 году была проведена первая очередь реконструкции завода (в ходе которой были построены производственный участок по изготовлению абразивных кругов на бакелитовой связке и административный корпус), в 1980 - 1985 гг. - вторая очередь реконструкции (в ходе которой были построены корпус по производству абразивных кругов на бакелитовой связке, вспомогательный корпус, заводская котельная и компрессорная станция). Для рабочих завода был построен жилой микрорайон (на улице Чапаева и улице Энгельса), а в 1983 году - детский комбинат на 160 мест с котельной.
В целом, в советское время завод являлся одним из крупнейших предприятий райцентра, на его балансе находились объекты социальной инфраструктуры.
Рабочие завода принимали участие в общественной деятельности (озеленении и благоустройстве города) и в художественной самодеятельности (на заводе был организован хор, выступавший в районном Доме культуры).
В мае 1995 года Кабинет министров Украины утвердил решение о приватизации абразивного завода, в дальнейшем государственное предприятие было преобразовано в открытое акционерное общество, а затем реорганизовано в закрытое акционерное общество.

## Современное состояние
Завод производит абразивный инструмент (шлифовальные круги, точильные круги и наждачную бумагу).